# Sylvander
Sylvander är en svensk adelsätt, före adlandet var namnet detsamma. Ätten adlades 10 juli 1812 introducerades samma år under nummer 2225, erhöll friherrlig 1830 men tog aldrig introduktion för denna värdighet. Idag  finns 176 personer med efternamnet Sylvander bokförda i Sverige (2024).
Namnet Sylvander kommer från 2 sammansatta ord, "sylv och ander". Sylv kommer från det latinska ordet Silva som betyder "skog", och -ander härrör från en namntyp som kopplades till "lärda" i samhället: "I Sverige är de gamla namntyperna knutna till de olika stånden. Namn på grek. -ander tillhör de lärda..."
Den första personen som tog sig efternamnet Sylvander var Petrus Nicolai Sylvander, 1676- 2 aug 1745 i Hult, Glava, Värmland. Komminister, Präst i Glava Socken. Make till Elisabet Johannesdotter Johansdotter Sylvia. Far till Birgitta Sylvander; Nils Sylvander; Petter Sylvander och Anna Sylvander. Bror till Pål Nilsson; Kristoffer Nilsson; Nils Nilsson; Karin Nilsdotter; Elof Nilsson,  Olof Nilsson; Ingel Nilsdotter och Jon Nilsson. 
Petrus Nicolais föräldrar (och då anfäder till namnet Sylvander) var: Nils Christophersson, 1633-1719, född i Renstad, Boda Socken? & Anna Jonsdotter, ca.1650-1742, född i Renstad, Boda Socken (Mor & far: Jon Elofsson och Birgitta Pålsdotter Brunskogia)
Bland släktens medlemmar märks:
- Josua Sylvander (1769–1833), ämbetsman
- Volmar Sylvander (1816–1882), historiker och pegagog[ifrågasatt uppgift]
- Inga Sylvander (1920-2001), chefspsykolog & ordförande i Sveriges psykologförbund 1975-1987, Herdersdoktor vid Bergens universitet 1985 och tilldelades medaljen Illis quorum av åttonde storleken 1987.